# Galvė
Galvė je jezero u Trakaiu u Litvi. Na njemu se nalazi 21 otok, a na jednom je i dvorac na otoku Trakaiu

## Vanjske poveznice
|  | Zajednički poslužitelj ima još gradiva o temi Galvė |